# Charles Rothschild

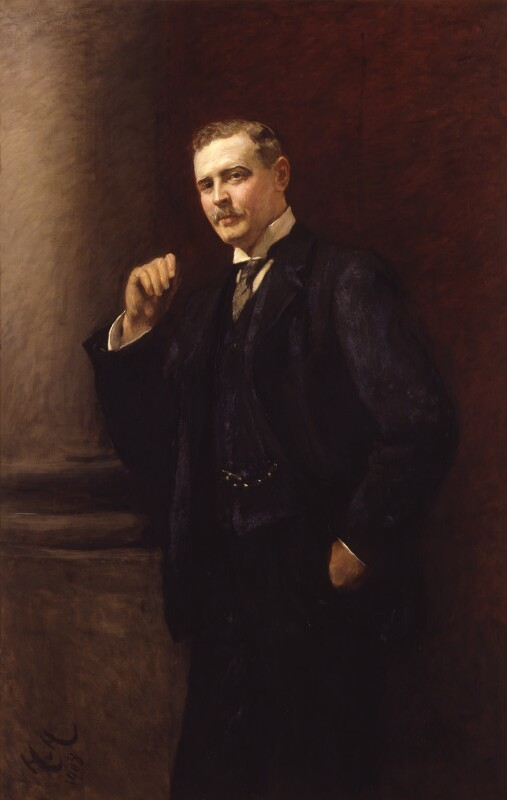

Nathaniel Charles Rothschild (Londen, 9 mei 1877 — 12 oktober 1923) was een Engels bankier, entomoloog en een lid van de van oorsprong Duits-Joodse bankiersfamilie Rothschild. Hij bestudeerde en verzamelde vele insecten, waarvan zijn collectie vlooien te bezichtigen is in het British Museum. Hij heeft vele soorten van die vlooien uitvoerig onderzocht, beschreven en ingedeeld in een taxonomisch systeem.
Hij was de pionier van de natuurbehoud in Groot-Brittannië. Door hem is het mogelijk om kleine dieren en weekdieren toch te bewaren.

## Huwelijk
Rothschild huwde in 1907 met Rozsika Edle von Wertheimstein (1870-1940). Ze kregen vier kinderen:
- Miriam Louisa Rothschild (1908-2005), een zoöloge
- Elizabeth Charlotte Rothschild (1909-1988)
- Nathaniel Mayer Victor Rothschild (1910-1990)
- Kathleen Annie Pannonica Rothschild (1913-1988)

## Dood
Charles Rothschild leed aan encefalitis en pleegde op 12 oktober 1923 zelfmoord.
- Gemeinsame Normdatei: 117596833
- International Standard Name Identifier: 0000 0000 8353 303X
- Library of Congress Control Number: n85815381
- Nationale Bibliotheek van Israël: 987007267490005171
- Système universitaire de documentation: 174632088
- Museum of New Zealand Te Papa Tongarewa: 43144
- Trove: 962587
- Virtual International Authority File: 5712706
- WorldCat: E39PBJycV6JK4BX3pHxJvdYF8C